# Parti de la renaissance et de la citoyenneté
Le Parti de la renaissance et de la citoyenneté (PRC) est un parti politique sénégalais, dont le leader est Samba Diouldé Thiam, professeur de mathématiques.

## Histoire
Issu d'une scission d'avec l'Union pour le renouveau démocratique (URD), le PRC est créé le 11 juillet 2000.
Lors des élections législatives de 2001, il recueille 8 719 voix, soit 0,43 %, et n'obtient aucun siège à l'Assemblée nationale.

## Orientation
C'est un parti de gauche.
Il s'est fixé pour objectifs explicites de « conquérir et d'exercer démocratiquement le pouvoir politique pour la réalisation du développement intégral du Sénégal afin d'assurer à chaque citoyenne et citoyen la pleine jouissance de sa personnalité ».

## Symboles
Ses couleurs sont le vert et le bleu. Sur son drapeau, ces deux couleurs sont séparées par une diagonale avec une étoile à 5 branches sur le blanc.

## Organisation
Le siège du parti se trouve à Dakar (Sicap-Liberté).